# Biografielijst Ra

## Raa

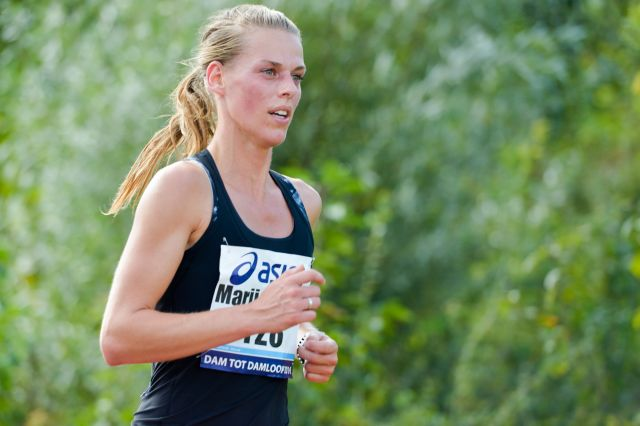
Marije te Raa

- Marije te Raa (1984), Nederlands atlete
- Stefan Raab (1966), Duits komiek en presentator
- Uwe Raab (1962), Duits wielrenner
- Max Raabe (1962), Duits zanger, componist en orkestleider
- Wilhelm Raabe (1831-1910), Duits schrijver
- Ben de Raaf (1961), Nederlands kinderboekenschrijver
- Robin de Raaff (1968), Nederlands componist
- Fred van Raaij (1944), Nederlands hoogleraar psychologie
- Harry van Raaij (1936), Nederlands voormalig voorzitter voetbalclub PSV
- Jozef van Raaij (1898-1974), Nederlands kunstenaar
- Dick Raaijmakers (1930–2013), Nederlands muziekpionier, theatermaker en theoreticus
- Ronald van Raak (1969), Nederlands politicus en publicist
- Albert van Raalte (1890-1952), Nederlands dirigent
- Albertus van Raalte (1811-1876), Nederlands-Amerikaanse predikant
- Riek de Raat (1918-2018), Nederlands kunstschilder

## Rab

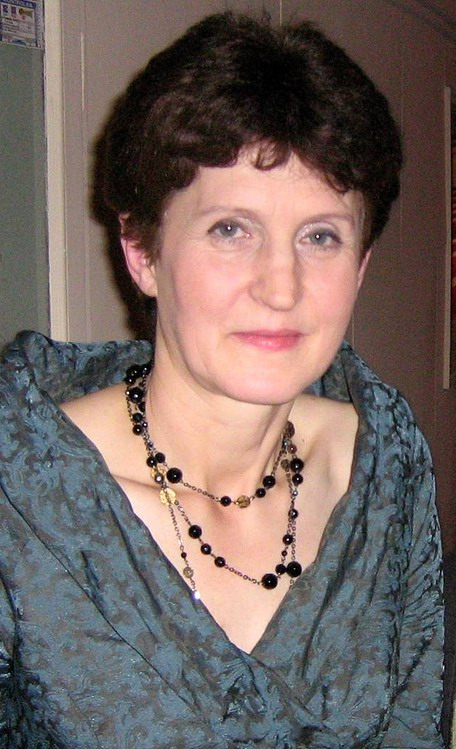
Grażyna Rabsztyn

- Paco Rabanne (1934-2023), Spaans modeontwerper
- Emilio Rabasa (1856-1930), Mexicaans rechtsgeleerde, schrijver, politicus en revolutionair
- Emilio O. Rabasa (1925-2008), Mexicaans rechtsgeleerde, diplomaat en politicus
- Esteve Rabat (1989), Spaans motorcoureur
- Mohamed Rabbae (1941-2022), Nederlands politicus
- Folke Rabe (1935-2017), Zweeds componist
- Peer Raben (1940-2007), Duits componist
- Tine Rabhooy (1901-1987), Vlaams jeugdboekenschrijfster en dichteres
- Isidor Isaac Rabi (1898-1988), Oostenrijks-Amerikaans natuurkundige en Nobelprijswinnaar
- Yitzhak Rabin (1922-1995), Israëlisch generaal, diplomaat en politicus (onder andere premier)
- Mike Rabon (1943-2022), Amerikaans muzikant
- Grażyna Rabsztyn (1952), Pools atlete
- Ian Raby (1921-1967), Brits autocoureur

## Rac

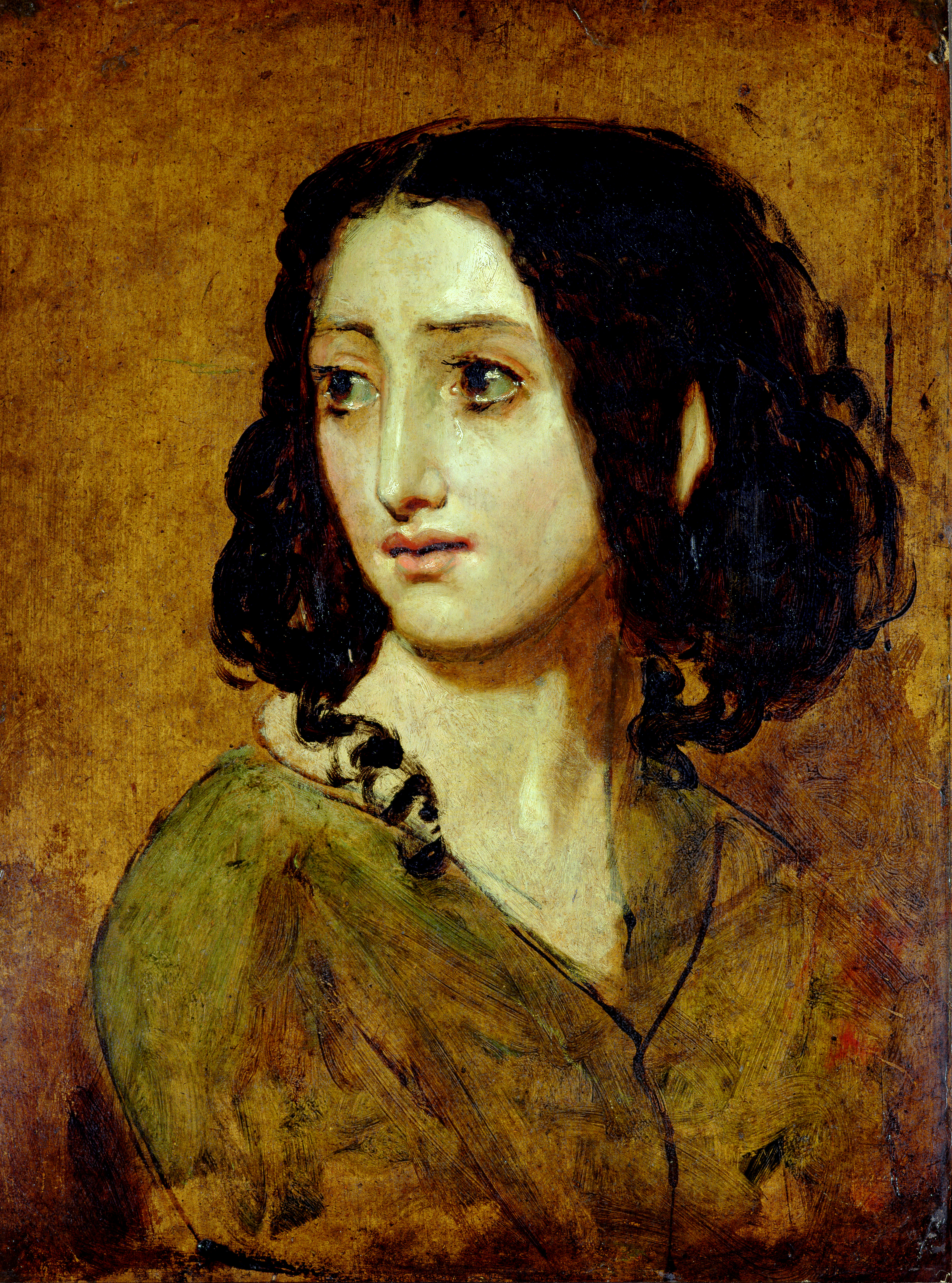
Rachel

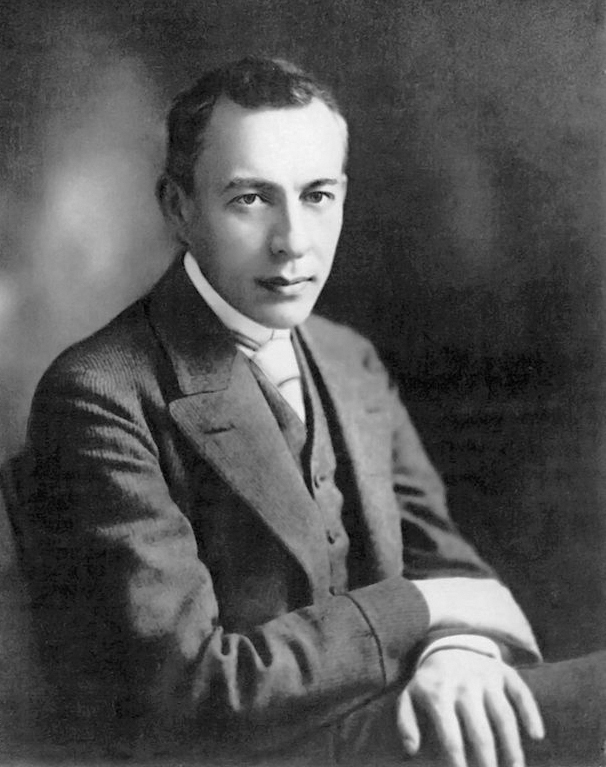
Sergej Rachmaninov

- Ivica Račan (1944-2007), Kroatisch politicus
- Harley Race (1943-2019), Amerikaans professioneel worstelaar
- Rachel (1821-1858), Frans actrice
- Alan Rachins (1942-2024), Amerikaans acteur
- Sergej Rachmanin (1961), Russisch piloot
- Sergej Rachmaninov (1873-1943), Russisch componist
- Ildar Rachmatoellin (1986), Russisch autocoureur
- Valeria Răcilă (1957), Roemeens roeister
- Fred Racké (1937-1996), Nederlands sportverslaggever
- Ofélia Rácz (1976), Hongaars-Frans skiester, bekend onder de naam Ophélie David

## Rad

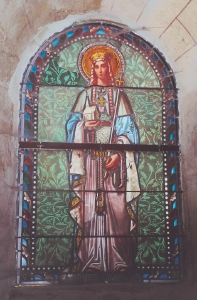
Radegundis

- Evgenia Radanova (1977), Bulgaars shorttrackster
- Daniel Radcliffe (1989), Brits acteur
- Paula Radcliffe (1973), Brits atlete
- Marleen Radder (1951), Nederlands atlete
- Lucas Radebe (1969), Zuid-Afrikaans voetballer
- Anton Rädecker (1887-1960), Nederlands beeldhouwer
- Radegundis (ca. 520-587), koningin van de Franken
- Ivan Radeljić (1980), Bosnisch-Kroatisch voetballer
- Frits Rademacher (1928-2008), Nederlands zanger
- Fons Rademakers (1920-2007), Nederlands filmregisseur, -producent en -acteur
- Jef Rademakers (1949), Nederlands televisieregisseur en -producent
- Lili Rademakers-Veenman (1930-2025), Nederlands filmregisseuse
- Vincent Radermecker (1967), Belgisch autocoureur
- Ineta Radēviča (1981), Lets atlete
- Eric Radford (1985), Canadees kunstschaatser
- Harry Radhakishun (1921-1983), Surinaams politicus
- Prem Radhakishun (1962), Nederlands advocaat en columnist
- Pretaap Radhakishun (1934-2001), Surinaams politicus
- Henny Radijs (1915-1991), Nederlands keramist
- Jelena Radionova (1999), Russisch kunstschaatsster
- Alexandra Radius (1942), Nederlands balletdanseres
- Lina Radke (1903-1983), Duits atlete
- Nick Radkewich (1971), Amerikaans triatleet
- Gilda Radner (1943-1989), Amerikaans actrice
- Tibor Radó (1895-1965), Hongaars wiskundige
- Joeljan Radoelski (1972-2013), Bulgaars schaker
- Arkadiusz Radomski (1977), Pools voetballer
- Josip Radošević (1994), Kroatisch voetballer
- Amfilohije Radović (1938-2020), Montenegrijns bisschop van de Servisch-Orthodoxe Kerk
- Dumitru Răducanu (1967) Roemeens stuurman bij het roeien
- Agnieszka Radwańska (1989), Pools tennisster
- Urszula Radwańska (1990), Pools tennisster
- Michael Rady (1981), Amerikaans acteur
- Mikołaj Radziwiłł (1512-1582), staatsman, paltsgraaf van Vilnius, grootkanselier van Litouwen

## Rae
- Adriyan Rae, actrice
- Alexa Rae (1980), Amerikaans pornoactrice
- Michael Raedecker (1963), Nederlands kunstenaar
- Erich Raeder (1876-1960), Duits militair en historicus
- Hector Raemaekers (1883-1963), Belgisch voetballer
- Louis Raemaekers (1869-1956), Nederlands tekenaar
- Marijke van Raephorst (1909-1990), Nederlands schrijfster
- Paul Raepsaet (1843-1918), Belgisch politicus
- Albert Raes (1932), Belgisch magistraat
- Anouk Raes (1988), Belgisch hockeyspeelster
- Bart Raes (1968), Belgisch voetbalcommentator en presentator
- Bruno Raes (1947), Belgisch journalist en televisiproducent
- Christophe Raes (1982), Belgisch roeier
- Frank Raes (1954), Belgisch sportjournalist
- Godfried Raes (vóór 1384-1449), Brabants kanselier
- Godfried-Willem Raes (1952), Belgisch componist, muzikant en instrumentenbouwer
- Hans Raes (1947-2013), Belgisch vakbondsbestuurder
- Hugo Raes (1929-2013), Belgisch schrijver
- Jaak Raes (1960), Belgisch ambtenaar
- Jan Raes (1959), Belgisch muzikant
- Jessie Raes (1990), Belgisch atlete
- Koen Raes (1954-2011), Belgisch hoogleraar
- Maurice Raes (1907-1992), Belgisch wielrenner
- Robert Raes (1918-2011), Belgisch rooms-katholiek priester
- Roeland Raes (1934-2024), Belgisch jurist en politicus
- Willy Raes (ca. 1946), Belgisch rolschaatser

## Raf

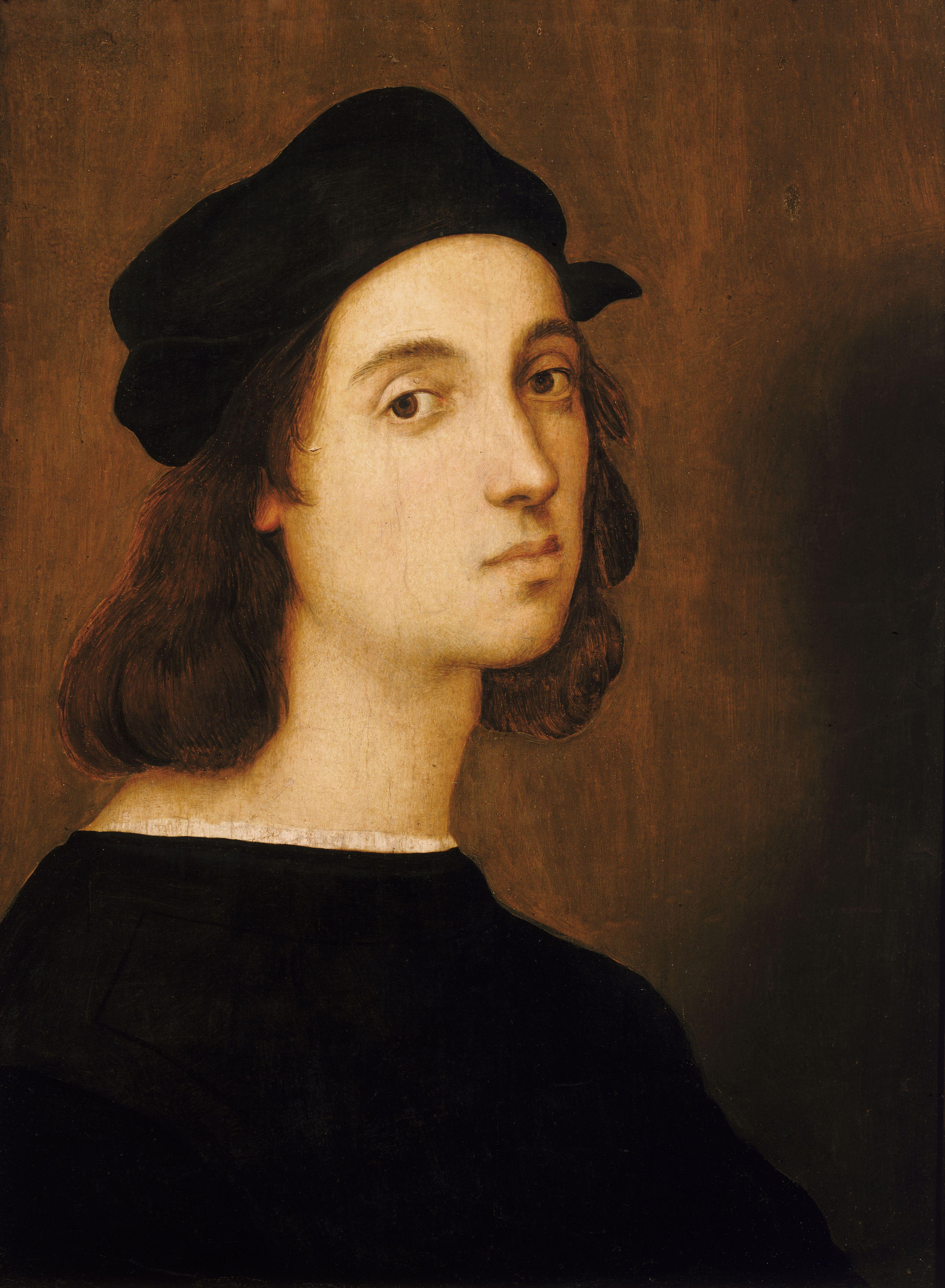
Rafaël

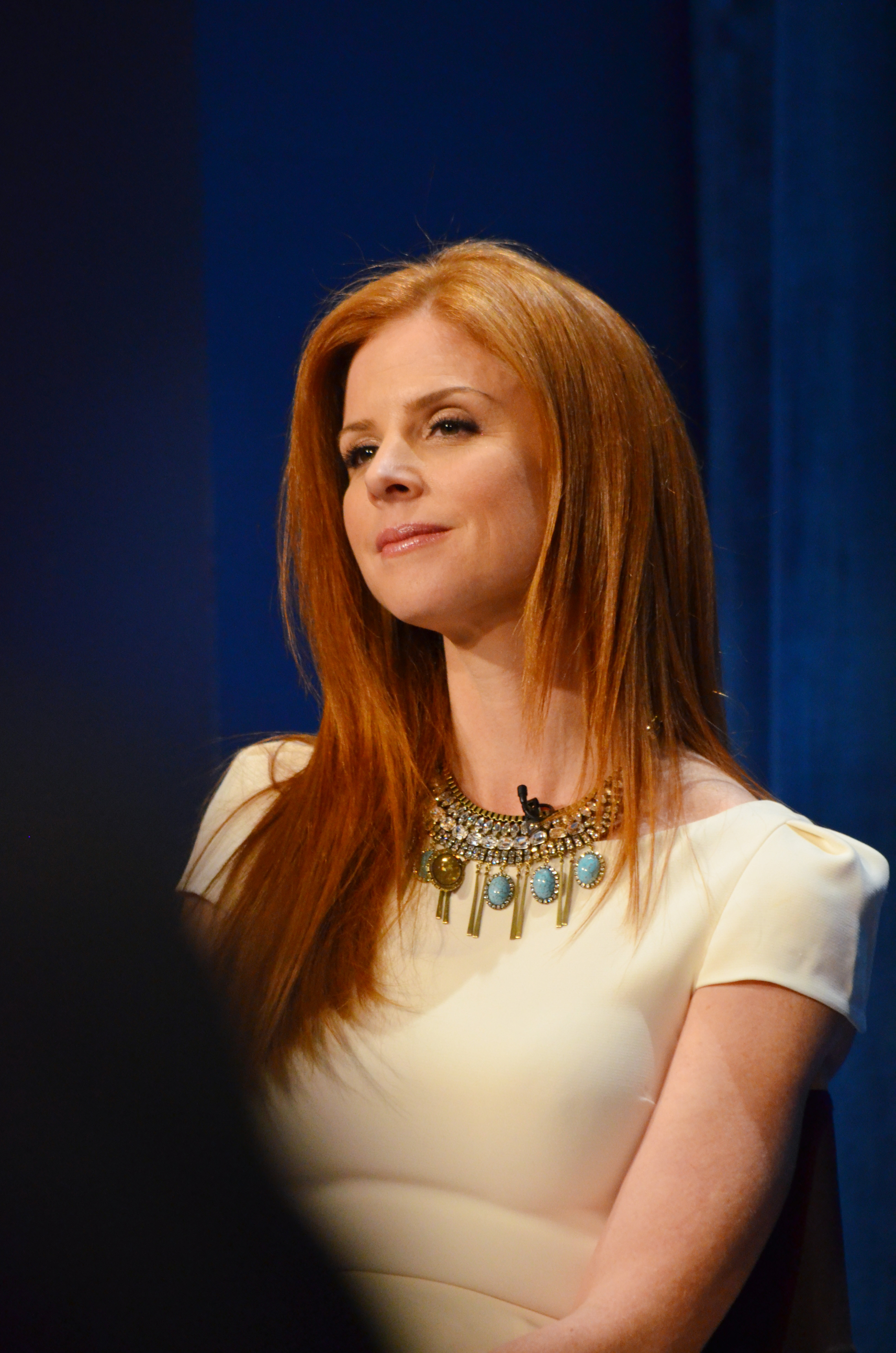
Sarah Rafferty, 2013

- Rafaël (1483-1520), Italiaans kunstschilder
- Bob Rafelson (1933-2022), Amerikaans filmregisseur
- Jean-Pierre Raffarin (1948), Frans premier
- Gerry Rafferty (1947-2011), Brits muzikant
- Sarah Rafferty (1972), Amerikaans actrice
- Mohammed Rafi (1924-1980), Indiaas zanger
- Mohammed Rafiq Tarar (1929-2022), Pakistaans politicus
- Patrick Rafter (1972), Australisch tennisser
- Thorolf Rafto (1922-1986), Noors mensenrechtenactivist en lector economische geschiedenis

## Rag
- Bastiaan Ragas (1971), Nederlands zanger, presentator, (musical)acteur en schrijver
- Roef Ragas (1965-2007), Nederlands acteur
- Andri Ragettli (1998), Zwitsers freestyleskiër
- Stanley Raghoebarsing (1956), Surinaams politicus
- Julia Ragnarsson (1992), Zweeds actrice
- Mahaveer Raghunathan (1998), Indiaas autocoureur
- Göran Ragnerstam (1957), Zweeds acteur
- Jerry Ragovoy (1930-2011), Amerikaans liedschrijver en muziekproducent
- Vjatsjeslav Ragozin (1908-1962), Russisch schaker
- Harold Ray Ragsdale (1939), Amerikaans muzikant, zanger, tekstdichter, muziekproducent, arrangeur en muziekuitgever, bekend onder het pseudoniem Ray Stevens

## Rah
- Graham Rahal (1989), Amerikaans autocoureur
- Gaston Rahier (1947-2005), Belgisch motorcrosser
- Atiq Rahimi (1962), Frans-Afghaans romanschrijver, filmregisseur en documentairemaker
- Abdul Rahman (1965), Afghaans hulpverlener
- Mujibur Rahman (1920-1975), Bengalees politicus
- Dessalegn Rahmato (1940), Ethiopisch socioloog

## Rai

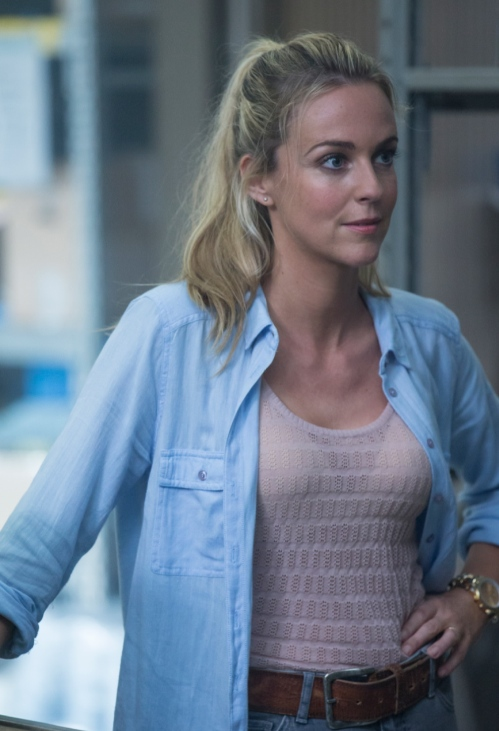
Miranda Raison, 2014

- Aishwarya Rai (1973), Indiaas actrice, model en miss
- Kaljo Raid (1921-2005), Estisch-Canadees componist
- Victor Raider-Wexler (1943), Amerikaans acteur
- Raidi (1938-2025), Tibetaans-Chinees politicus
- Akira Raijin (1978), Japans worstelaar
- Piet Raijmakers (1956), Nederlands springruiter
- Kimi Räikkönen (1979), Fins autocoureur
- Sam Raimi (1959), Amerikaans regisseur, filmacteur en producer
- Jean Jacques Raimond (1903-1961), Nederlands astronoom
- Ruggero Raimondi (1941), Italiaans bas-bariton
- Gianmarco Raimondo (1990), Canadees autocoureur
- Dominic Rains (1982), Amerikaans acteur
- Ferdinand Raimund (1790-1836), Oostenrijks toneelschrijver
- Jean Raine (1927-1986), Belgisch kunstschilder en filmmaker
- Nicolae Rainea (1933-2015), Roemeens voetbalscheidsrechter
- Luise Rainer (1910-2014), Duits-Amerikaans actrice
- Simone Raineri (1977), Italiaans roeier
- James Rainwater (1917-1986), Amerikaans natuurkundige en Nobelprijswinnaar
- Mino Raiola (1967-2022), Italiaans-Nederlands zaakwaarnemer van voetballers
- Ebrahim Raisi (1960-2024), Iraans politicus en geestelijke; president (2021-2024)
- Miranda Raison (1977), Brits (stem)actrice
- Jukka Raitala (1988), Fins voetballer

## Raj
- Ljajsan Rajanova (1989), Russisch alpineskiester
- Y.S. Rajasekhara Reddy (1949-2009), Indiaas politicus
- Nicole Rajičová (1995), Slowaaks kunstschaatsster
- Slobodan Rajković (1989), Servisch voetballer
- František Rajtoral (1986-2017), Tsjechisch voetballer

## Rak

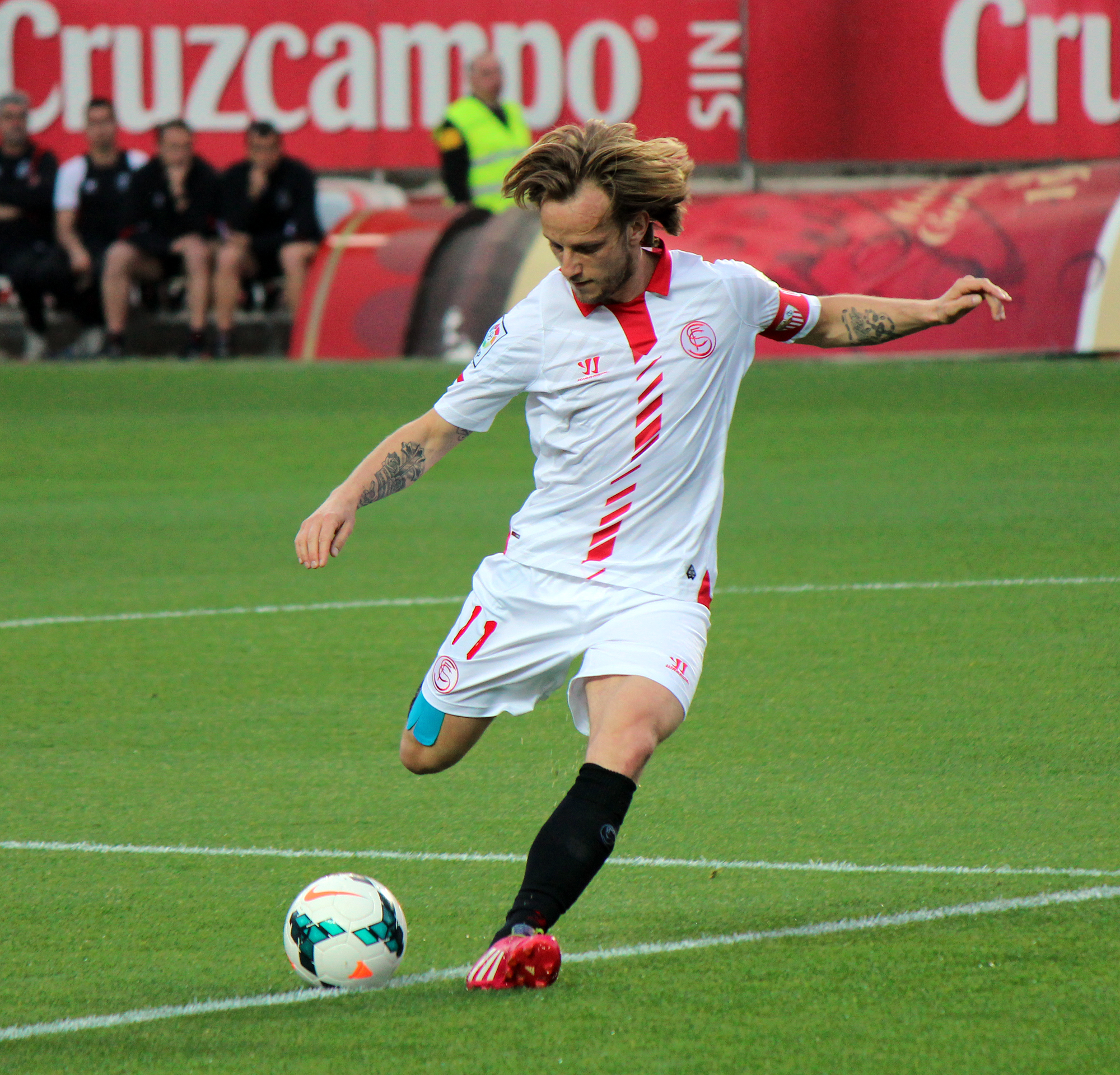
Ivan Rakitić

- Michalis Rakintzis (1961), Grieks zanger
- Ivan Rakitić (1988), Kroatisch voetballer
- Mieczysław Rakowski (1926-2008), Pools journalist en politicus (onder andere premier)
- Emmanuel Rakotovahiny (1938-2020), Malagassisch politicus
- Mesulame Rakuro (1932-1969), Fijisch atleet

## Ral

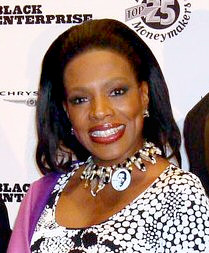
Sheryl Lee Ralph

- Sophia Ralli (1988), Grieks alpineskiester
- Georgios Rallis (1918-2006), Grieks premier
- Jessie Ralph (1864-1944), Amerikaans filmactrice
- Nicholas Ralph (1990), Schots acteur
- Sheryl Lee Ralph (1956), Amerikaans actrice en zangeres
- Youssef el Rhalfioui (1983), Nederlands atleet

## Ram

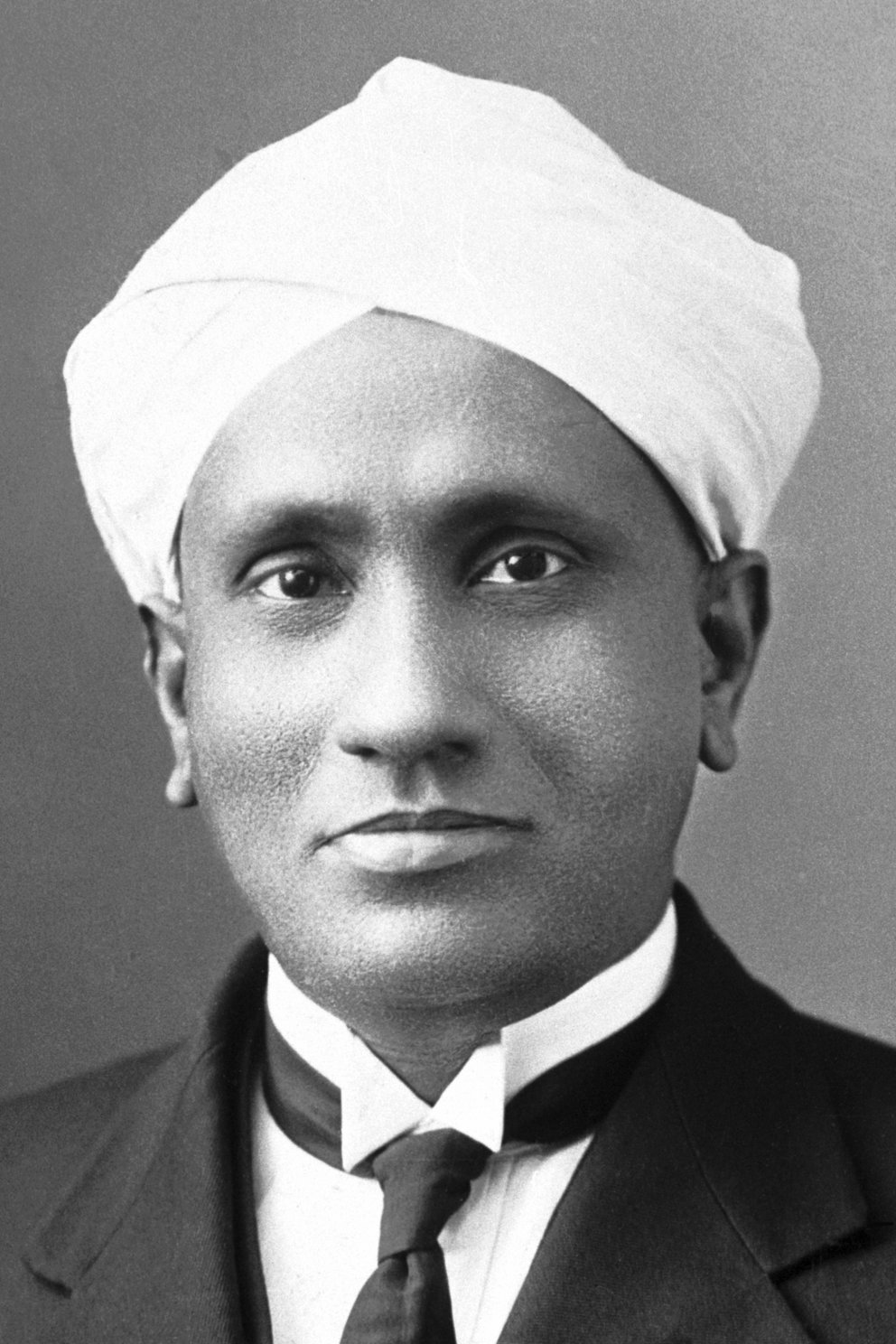
Chandrasekhara Raman

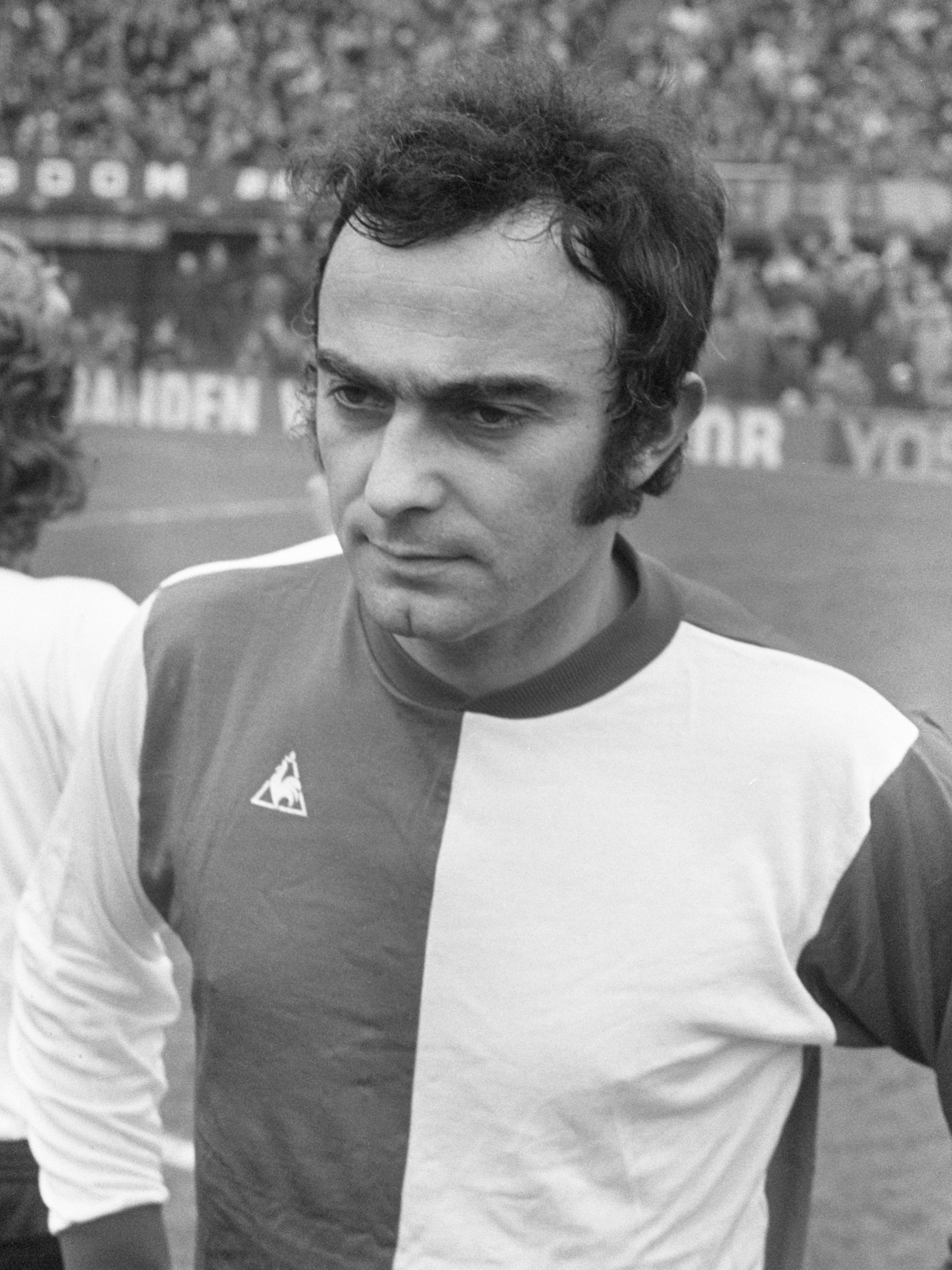
Mladen Ramljak

- Andy Ram (1980), Israëlisch tennisser
- Edi Rama (1964), Albanees politicus
- Honorata de la Rama (1905-1991), Filipijns zangeres en actrice
- Rama IX (1927-2016), Thais koning
- Hendrick Ramaala (1972), Zuid-Afrikaans atleet
- Taha Yassin Ramadan (1938-2007), Iraaks crimineel en politicus
- Tariq Ramadan (1962), Egyptisch-Zwitsers islamitisch filosoof
- Brenda Ramaekers (1985), Nederlands paralympisch sportster
- Jaap Ramaker (1939), Nederlands ambassadeur
- Wim Ramaker (1943-1992), Nederlands radioman
- Benito Raman (1994), Belgisch voetballer
- Chandrasekhara Raman (1888-1970), Indiaas natuurkundige en Nobelprijswinnaar
- Aleksandra Ramanoeskaja (1996), Wit-Russisch freestyleskiester
- Srinivasa Ramanujan (1887-1920), Indiaas wiskundige
- Bernardino Ramazzini (1633-1714), Italiaans arts
- Sewraam Rambaran Mishre (1915-1964), Surinaams politicus
- Anil Ramdas (1958-2012), Surinaams-Nederlands columnist, correspondent, essayist, programmamaker en presentator
- Annand Ramdin (1968), Guyaans pokerspeler
- Maria Louise Ramé (1839-1908), Brits schrijfster
- Jean Philippe Rameau (1683-1764), Frans componist
- Samuel Ramey (1942), Amerikaans bas
- Ariel Ramírez (1921), Argentijns componist
- Marcos Ramírez (1997), Spaans motorcoureur
- Richard Ramirez (1960), Amerikaans seriemoordenaar
- Sergio Ramírez (1942), Nicaraguaans schrijver en politicus
- Harold Ramis (1944-2014), Amerikaans acteur, regisseur en schrijver
- George Ramjiawansingh (1954-2025), Surinaams kunstenaar
- Cyrill Ramkisor (1933-2025), Surinaams minister en ambassadeur
- Robby Ramlakhan (19?), Surinaams ambtenaar, politicus en diplomaat
- James Ramlall (Bhai) (1935-2018), Surinaams dichter
- Mladen Ramljak (1945-1978), Kroatisch voetballer
- Lenin el-Ramly (1945), Egyptisch schrijver en regisseur
- Haley Ramm (1992), Amerikaans actrice
- C. J. Ramone (1965), Amerikaans muzikant
- Dee Dee Ramone (1952-2002), Amerikaans rockmusicus
- Johnny Ramone (1948-2004), Amerikaans gitarist
- César Ramos (1989), Braziliaans autocoureur
- Fidel Ramos (1928-2022), Filipijns president
- José Ramos-Horta (1949), Oost-Timorees minister
- Luis Antonio Ramos, Puerto Ricaans acteur en filmproducent
- Narciso Ramos (1900-1986), Filipijns politicus en ambassadeur
- José Ramos Delgado (1935-2010), Argentijns voetballer
- Román Ramos (1991), Spaans motorcoureur
- Santiago Ramos (2004), Mexicaans autocoureur
- Sarah Ramos (1991), Amerikaans actrice
- Sergio Ramos (1986), Spaans voetballer
- Socorro Ramos (1923), Filipijns ondernemer
- Venancio Ramos (1959), Uruguayaans voetballer
- Danny Rampling (1961), Brits dj
- Dieter Rams (1932), Duits meubelmaker, architect en ontwerper
- Johann Georg Ramsauer (1795-1874), Oostenrijks mijnwerker en archeoloog
- Bill Ramsey (1931-2021), Duits-Amerikaanse jazz- en schlagerzanger
- Sir William Ramsay (1852-1916), Brits scheikundige en Nobelprijswinnaar
- Jesse Ramsden (1735-1800), Engels instrumentmaker
- Bart Ramselaar (1996), Nederlands voetballer
- Sir Alf Ramsey (1920-1999), Engels voetballer en trainer
- Norman Ramsey (1915-2011), Amerikaans natuurkundige en Nobelprijswinnaar
- Artie Ramsodit-de Graaf (1975), Nederlands politica
- Kaj Ramsteijn (1990), Nederlands voetballer
- Rashid Ramzi (1980), Marokkaans/Bahreins atleet

## Ran

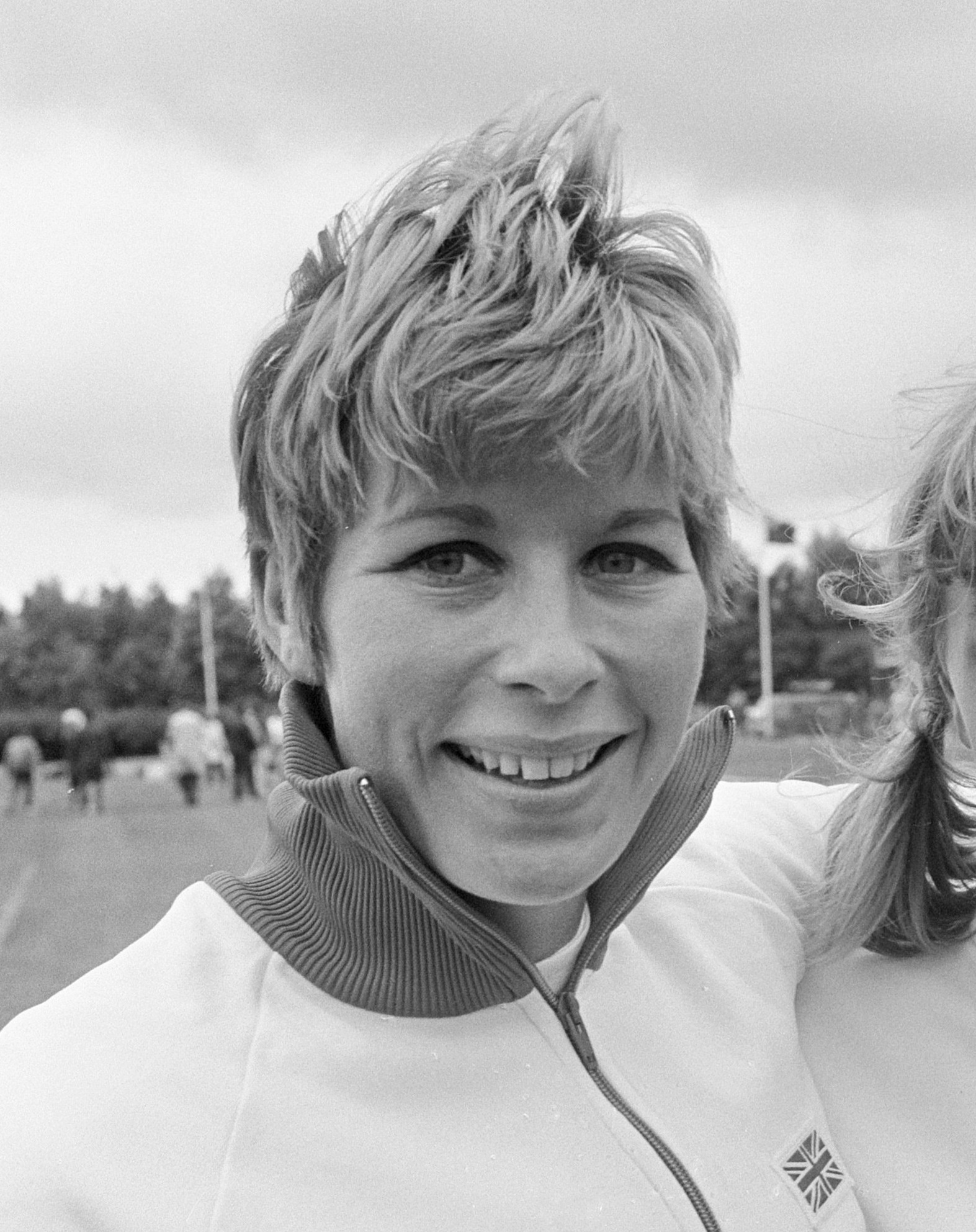
Mary Rand, 1966

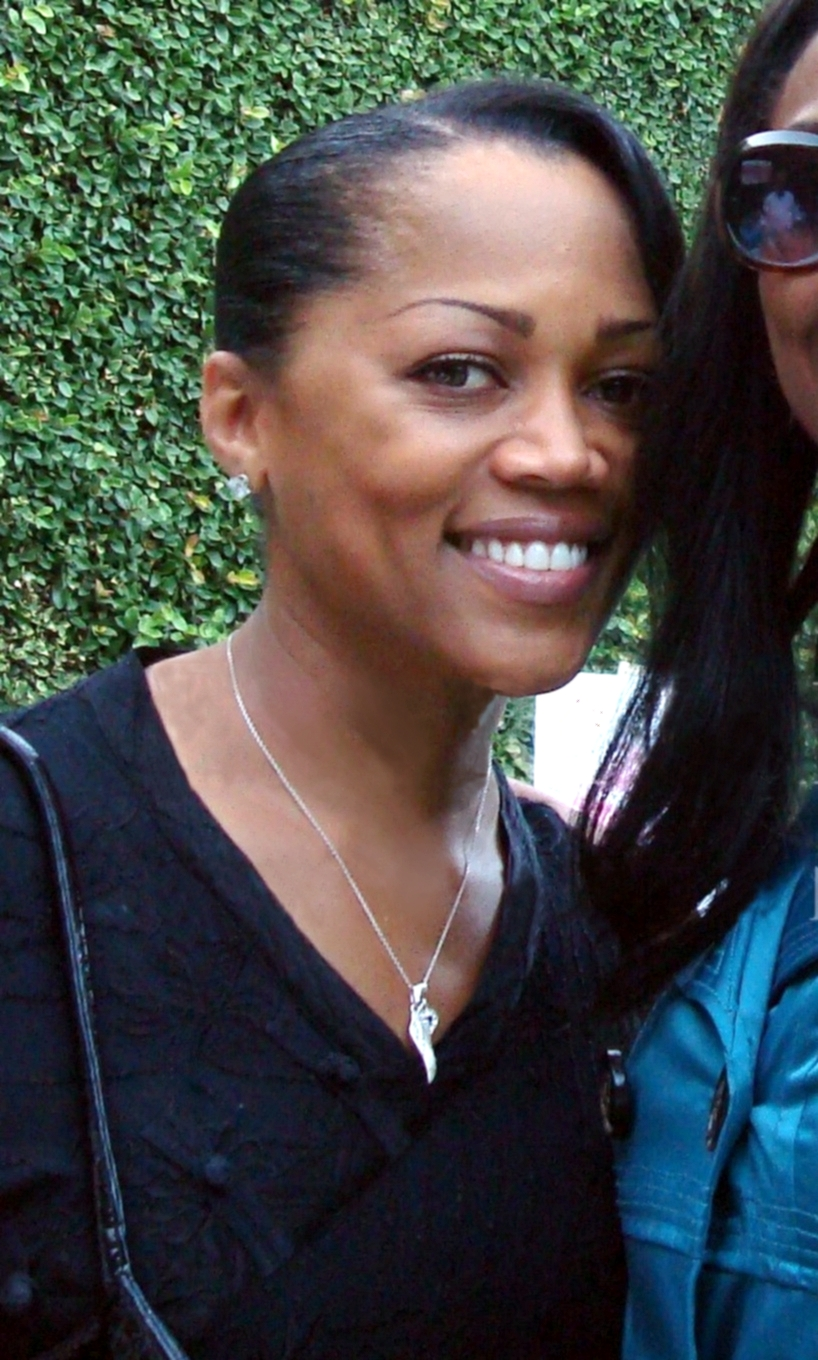
Theresa Randle, 2007

- Harro Ran (1937-1990), Nederlands waterpolospeler
- Norodom Ranariddh (1944-2021), Cambodjaans politicus
- Jean de Rancé (1626-1700), Frans abt
- Ayn Rand (1905-1982), Amerikaans filosofe
- Mary Rand (1940), Brits atlete
- Josh Randall (1972), Amerikaans acteur
- Kikkan Randall (1982), Amerikaans langlaufster
- Mark Randall (1989), Engels voetballer
- Rebel Randall (1922-2010), Amerikaans model en actrice
- Catharina van Randerode (-1415), Duitse adellijke vrouw
- James Randi (1928-2020), Canadees-Amerikaans goochelaar, scepticus en bestrijder van pseudowetenschap
- Ian Randle (1940), Jamaicaans uitgever
- Theresa Randle (1964), Amerikaans actrice
- Thomas Randle (1996), Australisch autocoureur
- John Randolph (1915-2004), Amerikaans acteur
- Lucile Randon (1904-2023), Frans supereeuwelinge en vanaf 2022 oudste levende mens ter wereld
- Rutger van Randwijck (1937), Nederlands ambtenaar en openbaar aanklager
- H.M. van Randwijk (1909-1966), Nederlands verzetsman en journalist
- Petronella van Randwijk (1905-1978), Nederlands gymnaste
- Mathias Ranégie (1984), Zweeds voetballer
- Jaap Rang (1931–2016), Nederlands hoogleraar en Nationaal ombudsman
- Bruno Rangel (1966), Braziliaans darter
- Luca Rangoni (1968), Italiaans autocoureur
- Claudio Ranieri (1951), Italiaans voetballer en voetbaltrainer
- Raymond Ranjeva (1942), Malagassisch rechtsgeleerde, hoogleraar, bestuurder en rechter
- Trix Rank-Berenschot (1959), Nederlands juriste
- Leopold von Ranke (1795-1886), Duits historicus
- Uta Ranke-Heinemann (1927-2021), Duits theologe en publiciste
- Kevin Rankin (1976), Amerikaans acteur
- Steve Rankin, Amerikaans acteur, filmproducent, filmregisseur en stuntman
- Aleksandar Ranković  (1978), Servisch voetballer
- Kevin Rans (1982), Belgisch atleet
- Tom Ransley (1985), Brits roeier
- James Ransone (1979), Amerikaans acteur
- Siiri Rantanen (1924-2023), Fins langlaufster
- Abdel Aziz al-Rantissi (1947-2004), Palestijns Hamasleider
- Esther Rantzen (1940), Brits presentatrice en journaliste
- Caio Rangel (1996), Braziliaans voetballer

## Rao
- Calyampudi Radhakrishna Rao (1920-2023), Indiaas-Amerikaans wiskundige en statisticus
- Matt Rao (1994), Brits autocoureur
- Dale Raoul (1986), Amerikaans (stem)actrice

## Rap
- Milan Rapaić (1973), Kroatisch voetballer
- Günter Raphael (1903-1960), Duits componist
- Cecile Rapol (1938), Belgisch politica en feministe
- Anatol Rapoport (1911-2007), Amerikaans wiskundige
- Steve Rapp (1971), Amerikaans motorcoureur
- Ernst Herman van Rappard (1899-1953), Nederlands nationaalsocialist en SS'er
- Harry van Rappard (1897-1982), Nederlands atleet
- Oscar van Rappard (1896-1962), Nederlands atleet
- Giovanni Rappazzo (1893-1995), Italiaans elektrotechnicus en uitvinder
- Jadwiga Rappé (1952-2025), Pools altzangeres
- Danas Rapšys (1995), Litouws zwemmer

## Raq
- Marc Raquil (1977), Frans atleet

## Ras

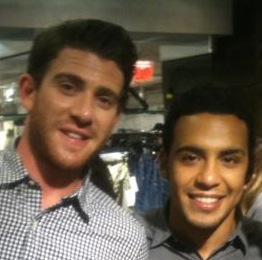
Victor Rasuk (rechts)

- Hans Ras (1926-2003), Nederlands taalkundige
- Hans Erik Ras (1921-2008), president van de Hoge Raad der Nederlanden
- Tjabel Ras (1935), Nederlands atleet
- David Rasche (1944), Amerikaans acteur
- Michael Rascher (1965), Canadees roeier
- Sigmund Rascher (1909-1945), Duits kamparts
- Dominik Raschner (1994), Oostenrijks alpineskiër
- Franco Dino Rasetti (1901-2001), Italiaans-Amerikaans natuurkundige
- Phylicia Rashad (1948), Amerikaans actrice
- Arnoud Raskin (1973), Belgisch ontwikkelingswerker
- Brigitte Raskin (1947), Belgisch schrijfster
- Evrard Raskin (1935), Belgisch politicus, advocaat, rechter en schrijver
- Fred Raskin (1973), Amerikaans editor
- Gerda Raskin (1954), Belgisch politica
- Guy Raskin (1937), Belgisch voetballer
- Jef Raskin (1943-2005), Amerikaans informaticus, ondernemer en ontwerper van interfaces
- Jozef Raskin (1892-1943), Belgisch missionaris en legeraalmoezenier
- Nicolas Raskin (2001), Belgisch voetballer
- Wouter Raskin (1972), Belgisch politicus
- Antoinette Raskin-Desonnay (1896-1978), Belgisch politica
- Aase Rasmussen (1921-2012), Nederlands-Deens revue-artieste
- Anders Fogh Rasmussen (1953), Deens politicus (onder andere premier)
- Christian Rasmussen (2000), Deens autocoureur
- Jacob Moe Rasmussen (1975), Deens wielrenner
- Lars Løkke Rasmussen (1964), Deens politicus
- Louise Rasmussen (1815-1874), Deens actrice en echtgenote van koning Frederik VI van Denemarken
- Mads Rasmussen (1981), Deens roeier
- Michael Rasmussen (1974), Deens wielrenner
- Oliver Rasmussen (2000), Frans-Deens autocoureur
- Ragnar Rasmussen (1966), Noors dirigent
- Jan-Carl Raspe (1944-1977), Duits terrorist
- Rudolf Erich Raspe (1737-1794), Duits schrijver, geoloog, kunsthistoricus en avonturier
- Raspoetin (1871-1916), Russisch monnik
- Herman Rasschaert (1922-1964), Belgisch geestelijke
- Théo Rasschaert (1927), Belgisch syndicalist
- Jan van der Rassel, (1964), Nederlands darter
- Grégory Rast, (1980), Zwitsers wielrenner
- René Rast, (1986), Duits autocoureur
- Rastislav (846-871?), vorst van Moravië
- Andrejs Rastorgujevs (1988), Lets biatleet
- Victor Rasuk (1984), Amerikaans acteur
- Santanina Rasul (1930-2024), Filipijns politica

## Rat

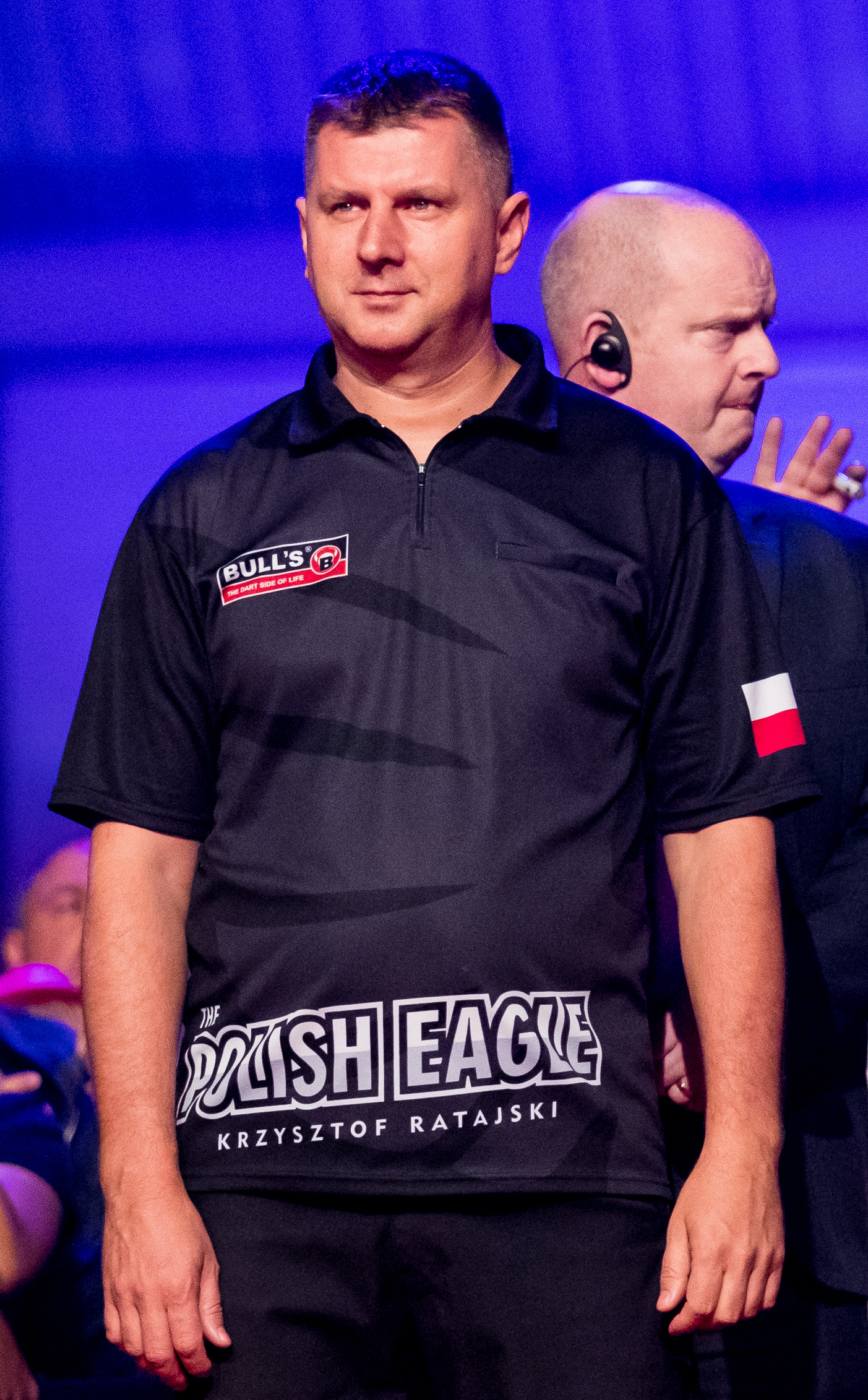
Krzysztof Ratajski

- Emily Ratajkowski (1992), Amerikaans fotomodel en actrice
- Krzysztof Ratajski (1977), Pools darter
- Emile Ratelband (1949), Nederlands ondernemer en politicus
- Jackson Rathbone (1984), Amerikaans filmacteur
- Galen Rathbun (1944-2019), Amerikaans bioloog
- Gerhart Rathenau (1911-1989), Duits-Nederlands natuurkundige
- Mahinder Rathipal (1956-2023), Surinaams politicus
- Dick Rathmann (1924-2000), Amerikaans autocoureur
- Dora Ratjen (1918-2008), Duits atleet
- Ivan Ratkić (1986), Kroatisch alpineskiër
- Mike Ratledge, (1943-2025), Brits musicus
- Rodrigo de Rato y Figaredo (1949), Spaans politicus
- Devin Ratray (1977), Amerikaans acteur, filmproducent en scenarioschrijver
- Virginia Pérez-Ratton (1950-2000), Costa Ricaans kunstenaar en curator
- Georg Ratzinger (1924-2020), Duits priester en kerkmusicus
- Joseph Ratzinger (1927), paus-emeritus Benedictus XVI

## Rau
- Johannes Rau (1931-2006), Duits politicus (onder andere bondspresident)
- Marcel Rau (1886-1966), Belgisch beeldhouwer en medailleur
- Richard Rau (1889-1945), Duits atleet
- Santha Rama Rau (1923-2009), Amerikaans-Indiaas schrijfster
- Brian Raubenheimer (1940), Zuid-Afrikaans autocoureur
- François Rauber (1933-2003), Frans musicus
- Karl-Josef Rauber (1934-2023), Duits-Vaticaans diplomaat en kardinaal
- Joseph Rauh (1911-1992), Amerikaans mensenrechtenadvocaat
- Dave Raun (1970), Amerikaans muzikant
- Robert Rauschenberg (1925-2008), Amerikaans kunstenaar
- Einojuhani Rautavaara (1928-2016), Fins componist en muziekpedagoog
- Tapio Rautavaara (1915-1979), Fins atleet, zanger en acteur
- Hanns Rauter (1895-1949), Oostenrijks nazi- en SS-leider

## Rav
- Pietro Rava (1916-2006), Italiaans voetballer
- Serge Ravanel (1920-2009), Frans verzetsstrijder
- Rick Ravanello (1967), Canadees acteur
- Eugenia Ravasio (1907-1990), Italiaans missiezuster
- Roger Raveel (1921-2013), Belgisch schilder
- Maurice Ravel (1875-1937), Frans componist
- Yvonne Raveles-Resida (1941), Surinaams politicus
- Thomas Ravelli (1959), Zweeds voetballer
- Thomas Ravenscroft (1582-1635), Brits componist
- Francisca Ravestein ( 1952-2024), Nederlands politica
- Henny Ravestein (1937-2010), Nederlands violiste en vioolpedagoog
- Rick van Ravenswaay (1957), Surinaams politicus
- Gina Ravera (1966), Amerikaans actrice
- René Ravets (1948), Belgisch atleet
- Jean-Christophe Ravier (1979), Frans autocoureur
- Jørgen Ravn (1940-2015), Deens voetballer
- Tim-Kevin Ravnjak (1996), Sloveens snowboarder
- Kurt Ravyts (1968), Belgisch politicus

## Raw
- Benjamin Rawitz-Castel (1946-2006), Israëlisch pianist
- Adrian Rawlins (1958), Brits acteur
- Michael Rawlins, Amerikaans acteur
- Henry Rawlinson (1810-1895), Brits archeoloog en taalkundige
- Jana Rawlinson (1982), Australisch atlete
- Betsy Rawls (1928-2023), Amerikaans golfprofessional
- John Rawls (1921-2002), Amerikaans filosoof en ethicus
- Lou Rawls (1933-2006), Amerikaans zanger

## Ray
- Bradley Ray (1997), Brits motorcoureur
- Connie Ray (1956), Amerikaans actrice en toneelschrijfster
- Greg Ray (1966), Amerikaans autocoureur
- Man Ray (1890-1976), Amerikaans fotograaf, kunstenaar en filmregisseur
- Nizar Rayan (1959-2009), Palestijns sjeik, imam en terrorist
- Ljajsan Rayanova (1989), Russisch alpineskiester
- Jazz Raycole (1988), Amerikaans actrice en danseres
- Henk Rayer (1949-2013), Nederlands voetballer en voetbaltrainer
- Sean Rayhall (1995), Amerikaans autocoureur
- John Rayleigh (1842-1919), Brits natuurkundige en Nobelprijswinnaar
- Koen Raymaekers (1980), Nederlands atleet
- Jörgen Raymann (1966), Nederlands-Surinaams cabaretier, presentator en acteur
- Bill Raymond, Amerikaans acteur
- Eric S. Raymond (1957), Amerikaans software-ontwikkelaar en publicist
- Fred Raymond (1900-1954), Oostenrijks componist
- Michael Raymond-James (1977), Amerikaans acteur
- Monica Raymund (1986), Amerikaans actrice
- Raymundus van Peñafort (1180-1275), heilige Dominicaan en jurist

## Raz
- Toprak Razgatlıoğlu (1996), Turks motorcoureur
- Madars Razma (1988), Lets darter
- Jahangir Razmi (1947), Iraans fotograaf
- Yoel Razvozov (1980), Israëlisch politicus en judoka
- Giuliano Razzoli (1984), Italiaans alpineskiër